# Dreifaltigkeitskapelle (Notzing)

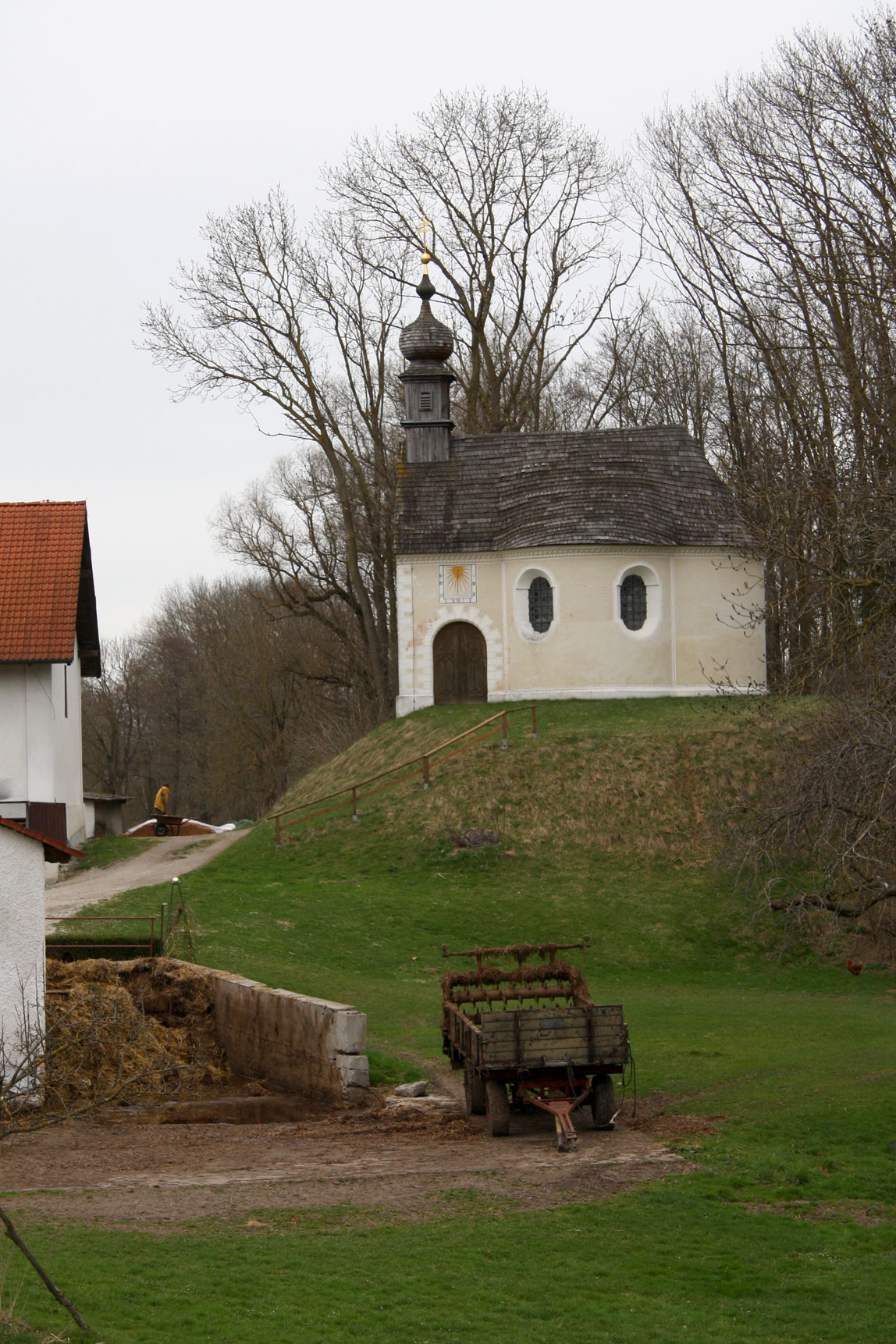
Dreifaltigkeitskapelle auf dem Brunnmühlhof in Notzing

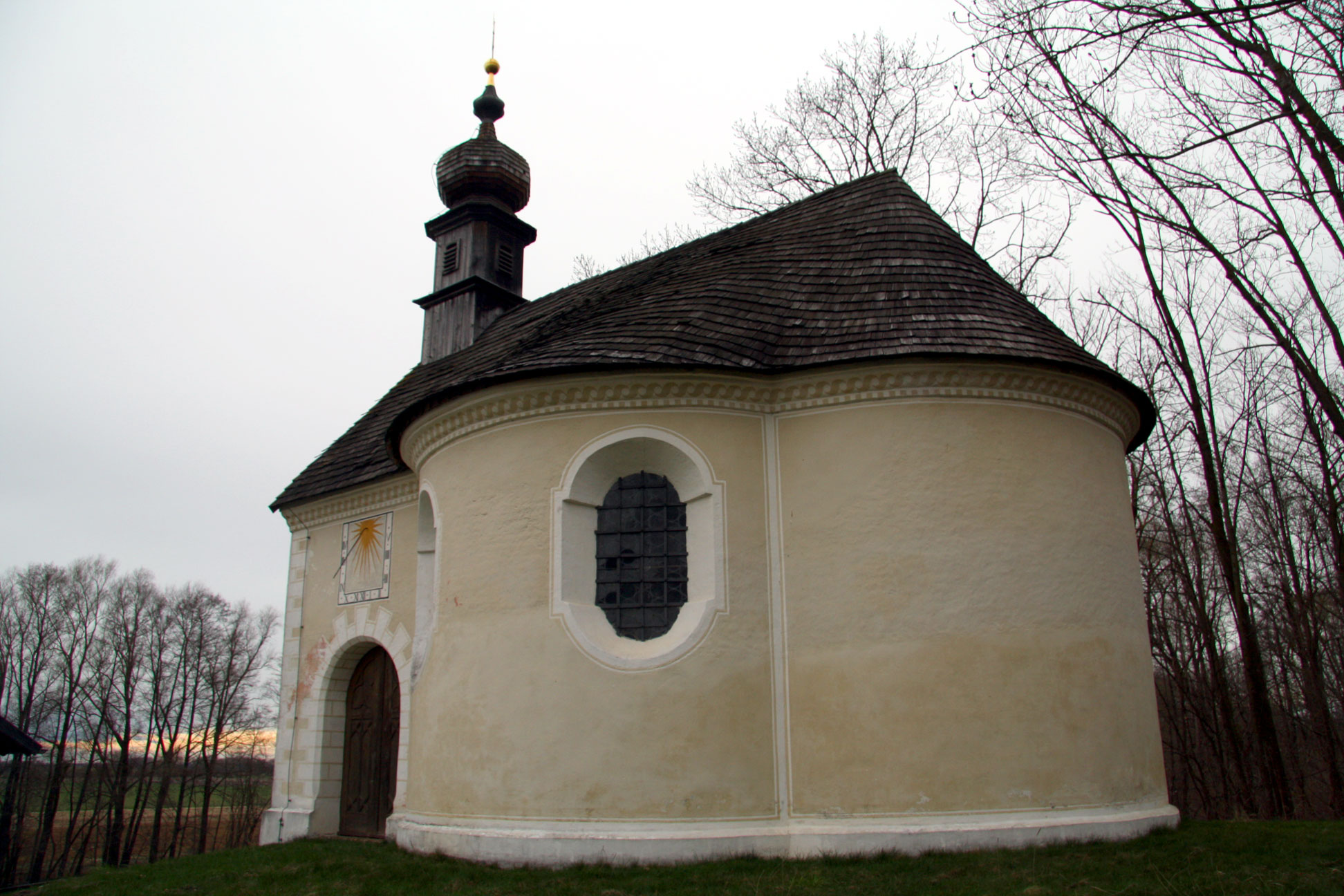
Rückansicht

Die Dreifaltigkeitskapelle, auch Brunnmühlkapelle genannt, ist ein Kirchengebäude der römisch-katholischen Kirche in Notzing, einem Gemeindeteil der oberbayerischen Gemeinde Oberding. Die Kapelle steht unter Denkmalschutz.

## Lage
Die Dreifaltigkeitskapelle liegt nordwestlich des Ortskerns auf einer kleinen Anhöhe direkt neben dem Brunnmühlhof, einem an dem Flüsschen Dorfen gelegenen Bauernhof, zu dem früher auch die Brunnmühle gehörte, an deren Stelle heute ein kleines Laufwasserkraftwerk steht.

## Geschichte
Der Bau der Dreifaltigkeitskapelle ging auf ein Gelübde der Notzinger für eine Verschonung vor einem schweren Unwetter zurück. Errichtet wurde die Kapelle 1680 durch Hans Kogler.